# Germantown Hills (Illinois)
Germantown Hills é uma vila localizada no estado americano de Illinois.

## Demografia
Segundo o censo americano de 2000, a sua população era de 2111 habitantes.

## Geografia
De acordo com o United States Census Bureau tem uma área de
3,4 km², dos quais 3,3 km² cobertos por terra e 0,1 km² cobertos por água.

## Localidades na vizinhança
O diagrama seguinte representa as localidades num raio de 16 km ao redor de Germantown Hills.